# Polar Seafood

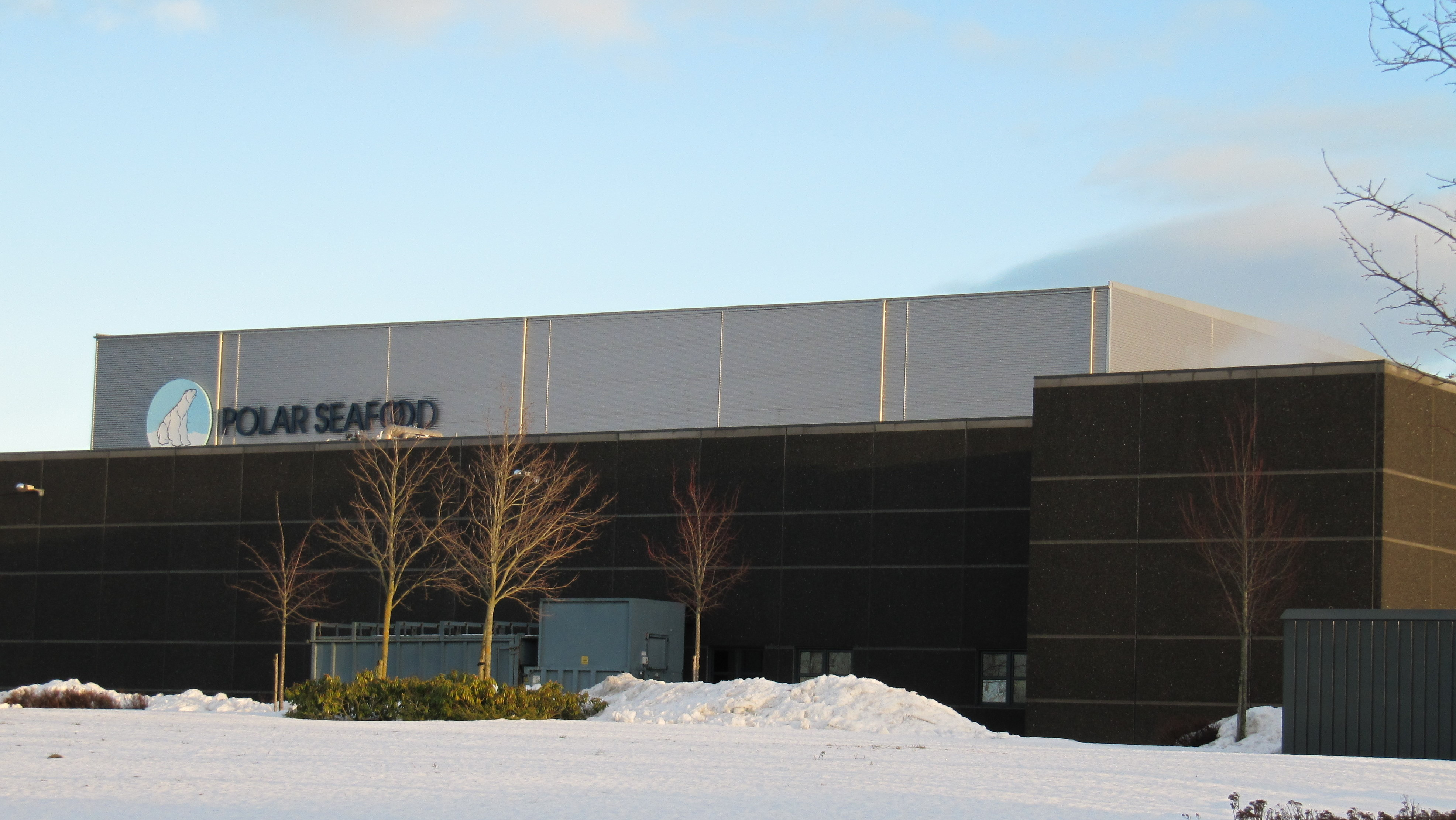
Polar Seafood in Vester Hassing (2011)

Polar Seafood ist ein grönländischer Fischereikonzern. Das Mutterunternehmen Polar Seafood Greenland ist das größte Privatunternehmen des Landes.

## Geschichte
Polar Seafood wurde 1984 gegründet und ging auf die Trawlerreederei Egede & Brøns von Hans Pavia Egede und Anders Jonas Brøns zurück. Im Folgejahr trat Jens Kristian Friis Salling dem Unternehmen bei, das bald nach Japan expandierte. 2000 verließ Hans Pavia Egede das Unternehmen, das fortan von Brøns und Salling alleine geleitet wurde. Anders Jonas Brøns starb 2018 und vererbte seinen Unternehmensanteil an seinen Sohn Miki Jonas Brøns. Beide Unternehmensbesitzer befinden sich in der Top 100 der Liste über die reichsten Dänen. Im April 2023 übergab Jens Kristian Friis Salling seinen Unternehmensanteil an seine beiden Kinder Bent Friis-Salling und Laila Friis-Salling. Bent Friis-Salling und Miki Jonas Brøns wurden die neuen Direktoren.

## Produkte
Polar Seafood produziert Fisch (Schwarzer Heilbutt, Rotbarsch, Kabeljau, Schellfisch, Köhler, Atlantischer Hering, Makrele und Seehase) und Meeresfrüchte (Eismeergarnele und Schneekrabbe) für den weltweiten Export.

## Tochter- und verbundene Unternehmen
Polar Seafood Greenland hat als Mutterkonzern Anteile an Fischereiunternehmen in ganz Europa und Nordamerika.
- Aqqaalaa (100 %)
- Maniitsoq Seafood (100 %)
- Mar de Festín (100 %)
- Narsaq Seafood (100 %)
- Polar Raajat (78,5 %)
- Polar Pelagic (67 %)
- Imartuneq Trawl (50 %)
- Maniitsoq Fish (50 %)
- Polar Seafood Denmark (50 %)
  -  Grintrast FIŠ (50 %)
  -  Polar Seafood Norway (50 %)
    -  Arctic Pioneer (20 %)
    -  Arctic Polar Management (20 %)
      -  Kvitungen (20 %)
      -  Polar Pioneer (20 %)

  -  Polar Seafoods UK (50 %)
  -  Royal Seafood (50 %)
  -  Polar Seafood Russia (37,5 %)
  -  Polar Seafood Ukraine (35 %)
  -  Polar Salmon Hjerting Laks (28,5 %)
  -  Atlas Food (25,5 %)
  -  Iposol (20 %)
  -  Iposol Production (20 %)
- Polar Seafood Upernavik (50 %)
- Qajaq Trawl (50 %)
  -  Mar de Ferreiros (50 %)
- Sigguk (50 %)
- Uiloq Trawl (50 %)
- Rodebay Fish (49 %)
- Brdr. Siegstad (40 %)

## Leitung

### Direktoren
- 1984–1987: Anders Jonas Brøns
- 1987–2000: Hans Pavia Egede
- 2000–2018: Anders Jonas Brøns
- 2018–2023: Jens Kristian Friis Salling
- seit 2023: Miki Jonas Brøns und Bent Friis-Salling

### Aufsichtsratsvorsitzende
- 1984–1987: Hans Pavia Egede
- 1987–2000: Anders Jonas Brøns
- 2000–2009: Kjeld Holmstrup
- 2009–2011: Svend-Erik Danielsen
- 2012–2023: Henrik Leth
- seit 2023: Michael Binzer